# Barragem do Alto Rabagão
A Barragem do Alto Rabagão, também conhecida por Barragem dos Pisões, está implantada sobre o rio Rabagão, localizando-se no Município de Montalegre, no Distrito de Vila Real. Tendo sido concluída em 1964, tem uma altura de 94 m e um comprimento de coroamento de 1.897 metros, com uma capacidade de descarga máxima de 500 m³/s.
A sua albufeira possui uma área de cerca de 2.200 hectares e uma capacidade de 569 hm³, com um volume morto (não utilizável) de 10,77 hm³.
É uma barragem de construção mista uma parte do tipo arco e outra do tipo gravidade.
A sua construção provocou a inundação de terrenos agrícolas, os baldios do Barroso, que tinham sido colonizados dez anos antes pela Junta de Colonização Interna.